# Manuela de Salazar y Sánchez de Samaniego
Manuela de Salazar y Sánchez de Samaniego (Vitoria, 17 de junio de 1779-Vitoria, 20 de noviembre de 1844) fue II marquesa de La Alameda e impulsora de tertulias y reuniones culturales junto con su íntima amiga Juana García Escudero y María Águeda Valencegui y Araoz.

## Biografía
Sus padres fueron los nobles José María de Salazar y Salazar, hermano de la marquesa de Narros, y Joaquina Sánchez de Samaniego y Fernández de Tejada. El 14 de junio de 1796, cuando ella tenía 17 años de edad, se casó con Ramón María de Urbina y Gaitán de Ayala, II marqués de La Alameda, de 45 años, viudo desde hacía seis años. Su esposo fue un personaje muy importante en la ciudad, siendo alcalde en varias ocasiones (1781 y 1796), diputado general (entre 1800 y 1803) y en 1810 fue nombrado consejero del gobierno de Vizcaya, encargado de la policía general y el culto. Como ilustrado se distinguió en la ciudad participando activamente en la Real Sociedad Bascongada de Amigos del País, apoyando multitud de proyectos ilustrados, entre ellos la Escuela de Dibujo. Tuvieron una sola hija, Teotiste María Luisa de Urbina, nacida al año siguiente de su boda. 
El único retrato que se conserva de Manuela es la somera descripción que de ella hizo Jovellanos en el año 1797, de paso por la ciudad de Vitoria, cuando la marquesa contaba 18 años, y la vio en una tertulia en casa de uno de los caballeros de la ciudad: “alta, bien hecha, bellísimos ojos, algo parada; tocó admirablemente el forte-piano”. La bella marquesa seguía, como dama noble que era la moda francesa, a pesar de estar embarazada: “vestida con camisa, ceñida bajo el pecho, sin ajustador; en el primer tiempo de su embarazo; con el pelo en la frente; ojos grandes y vivos, aire amable”. En aquella fecha la marquesa participaba de la reunión o tertulia que tenía lugar en casa de su tío, Luis María de Salazar y Salazar, I conde de Salazar, al igual que la marquesa de Narros. Teotiste se casó el 12 de mayo de 1815 en la iglesia de San Pedro con Iñigo Ortés de Velasco (diputado general de Álava en 1839), cuando ella contaba 18 años y su esposo 28 años, instalándose la pareja a vivir en el palacio de la Herrería, con sus padres y suegros, respectivamente, los marqueses de La Alameda. Murió el 23 de enero de 1825, apenas unos meses después de heredar el título de marquesa de La Alameda. Iñigo mantuvo siempre muy buenas relaciones con su suegra, que vivió con él después de la muerte de su marido y de su hija, ocurridos con un mes de diferencia en 5 de diciembre de 1824 y el 23 de enero de 1825, respectivamente. 
Ya viuda Manuela de Salazar, cada atardecer tenía lugar una tertulia en el palacio. Los señores se reunían en la biblioteca, mientras que las damas, entre ellas la marquesa viuda, Manuela de Salazar, su íntima amiga Juana García Escudero (que vivía en su compañía en el propio palacio) y María Águeda Valencegui y Araoz, lo hacían en la sala contigua, dedicándose a jugar al “tresillo” o a charlar de sus cosas. En esta tertulia también participaban los cuatro hijos de Iñigo Ortés de Velasco (yerno de la marquesa viuda), Javier, Ramón, María Josefa (mujer de Ignacio de Zavala y Salazar) y Carmen. La marquesa viuda de La Alameda y María Águeda Valencegui fueron amigas de María Pilar de Acedo y Sarría, VI marquesa de Montehermoso, ya que incluso esta última intercedió en favor de María Águeda de Valencegui (era esta su pariente lejano) cuando fue apresada por los franceses a causa de dos de sus diez hijos, Juan y Luis, dos declarados antifranceses. Cuando María Águeda compartió su exilio liberal en Bayona con su amiga la marquesa de La Alameda, recibieron en varias ocasiones la visita de la marquesa de Montehermoso, que vivía en Carrese. Manuela de Salazar murió en Vitoria el 20 de noviembre de 1844, a los 65 años de edad.